# Chiesa riformata di Sufers
La chiesa riformata di Sufers (in tedesco Reformierte Kirche Sufers) è un luogo di culto evangelico situato nel comune svizzero di Sufers nel Canton Grigioni (regione Viamala).

## Storia
La costruzione dell'edificio che oggi ospita la chiesa riformata di Sufers fu avviata nel 841 da Lotario I; la chiesa era dedicata al Salvatore. L'attuale chiesa, orientata a est, è una costruzione risalente al periodo iniziale dei Torbidi grigionesi (1618–1625).

## Descrizione
Internamente, alle spalle dell'accesso ai due livelli del coro, si trova un fonte battesimale in pietra che, in conformità con la confessione riformata, viene utilizzato anche come tavolo per la santa cena.